# Rook (cohete)
Rook fue un cohete experimental británico desarrollado a finales de los años 1950 utilizado inicialmente para probar modelos de aeronaves a velocidades supersónicas.
Utilizaba combustible sólido (con un impulso específico de 213 segundos) para producir un empuje de 1760 kN durante 5,6 segundos. El motor soportaba hasta 40 g de aceleración en el despegue.
Fue utilizado también como primera etapa de los cohetes Leopard y Jaguar. En total fue lanzado 25 veces entre el 29 de junio de 1959 y el 22 de junio de 1972.

## Especificaciones
- Apogeo: 20 km
- Empuje en despegue: 300 kN
- Masa total: 1200 kg
- Diámetro: 0,44 m
- Longitud total: 5 m